# Nuʻu
Nuʻu – bohater mitologii hawajskiej. Za jego życia, długo po śmierci pierwszego człowieka, świat miał się stać przerażającym i złym miejscem. Jedynym dobrym człowiekiem, jaki pozostał, był właśnie Nuʻu (Nuʻu-pale „Nuʻu modlący się”). Uratował się wraz z rodziną przed potopem, budując ogromne czółno z nadbudówką na pokładzie. Nuʻu zabrał ze sobą też psy, świnie, korzenie kava i orzechy kokosowe. Wody rozlały się nad całą ziemią i wszyscy ludzie zginęli; tylko Nuʻu wraz z rodziną pozostali przy życiu. W czasie, gdy potop zaczynał ustępować, wielka łódź wylądowała na szczycie Mauna Kea na Wielkiej Wyspie (określenie największej wyspy archipelagu Hawajów - Hawaiʻi). Następnie gdy złożył Niebu ofiarę z kava, świni i orzechów kokosowych, zszedł do niego z tęczy bóg Kāne i wytłumaczył "swój błąd".
Chrześcijańscy misjonarze w XIX w. uważali go za postać analogiczną do biblijnego Noego.